# Reggie Larry
Reginald Larry, detto Reggie (Newark, 20 ottobre 1986), è un ex cestista statunitense, professionista nella NBDL, in Spagna, in Messico e in Australia.

## Carriera

### NCAA
Dopo due stagioni a Southern Idaho, con medie di 15,2 punti ed 8,2 rimbalzi a partita nel suo secondo anno, si è trasferito ai Boise State Broncos, squadra della Division I della NCAA. Nel suo primo anno con la nuova maglia ha tenuto medie di 14,1 punti, 8,1 rimbalzi ed 1,4 stoppate a partita, in 31 presenze. Nel suo secondo anno ha giocato altre 34 partite, con medie di 19,4 punti, 9,2 rimbalzi, 1,4 palle recuperate ed 1 stoppata a partita. Nonostante l'elevato rendimento nella sua ultima stagione, non è stato scelto nel Draft NBA 2008; successivamente ha giocato 2 partite nella Summer League di Las Vegas con i Golden State Warriors, con medie di 1 punto, 0,5 stoppate e 0,5 palle recuperate in 5,4 minuti.

### Professionista
Ha giocato in Australia con i Ballarat Miners ed in Spagna nella squadra riserve del Barcellona, oltre che nella NBDL con gli Idaho Stampede e con i Reno Bighorns.

## Palmarès
- WAC All-Newcomer Team (2007)
- WAC All-Conference First Team (2008)
- WAC Tournament Most Valuable Player (2008)
- WAC All-Tournament Team (2008)